# Schneeball

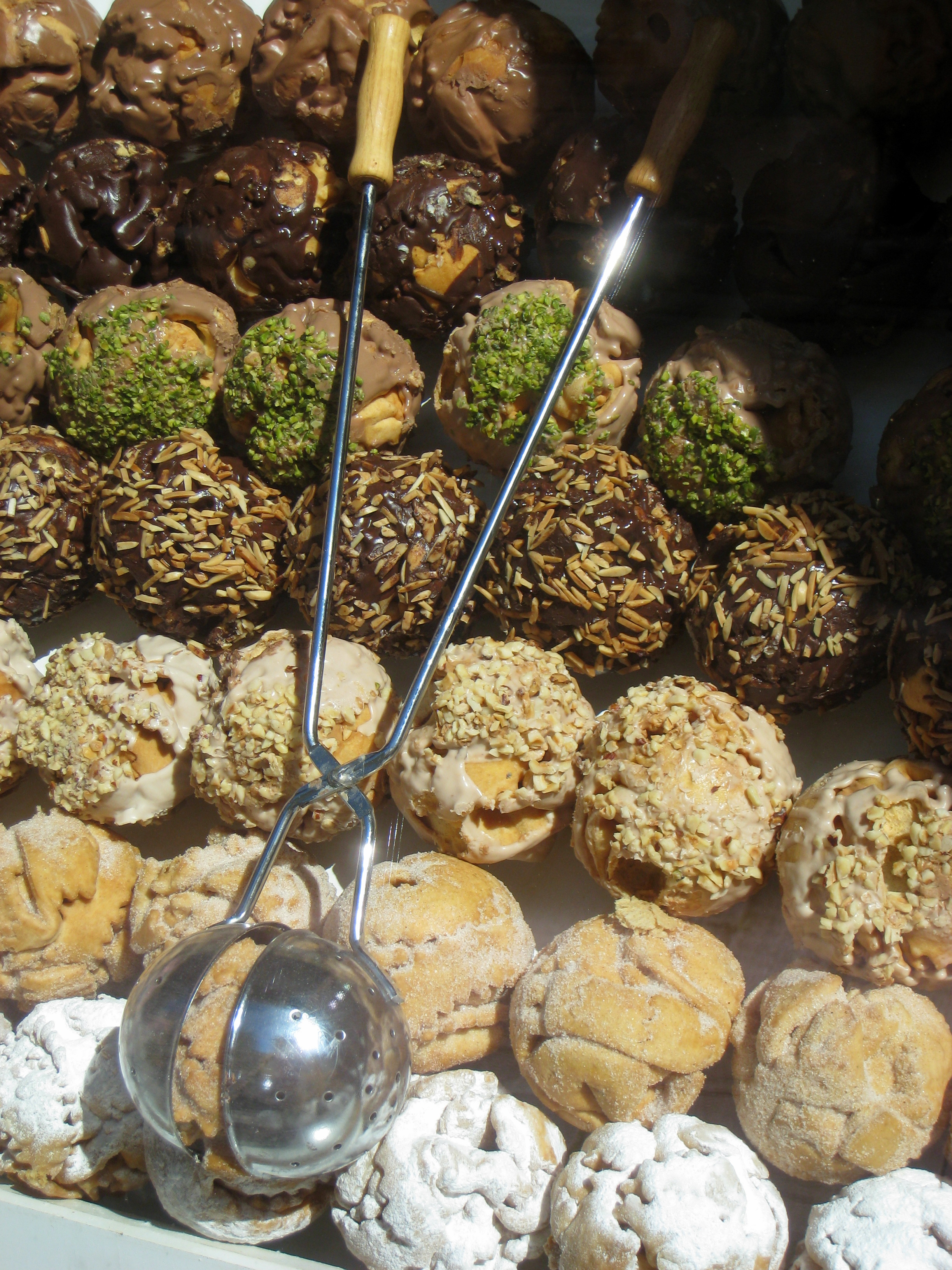
Sněhové koule a kleště k jejich smažení

Schneeball (česky Sněhová koule) je pečivo vyrobené z křehkého těsta. Svůj název získalo pro svůj tvar sněhové koule a tradiční posyp moučkovým cukrem. Sněhové koule mají průměr obvykle asi 8 až 10 cm. Známé jsou především v Rakousku a rovněž v některých regionech Bádenska-Württemberska a Bavorska.
Základními surovinami pro výrobu těsta na sněhové koule je mouka, vejce (1 ks na 100 g mouky), cukr, máslo, smetana a také slivovice a/nebo víno.
Z vypracovaného těsta se oddělí část těsta v množství potřebném pro výrobu jedné koule. Tvarování sněhových koulí může probíhat více způsoby, například tak, že se oddělená část těsta vyválí přibližně do obdélníku a pomocí rádla (nejlépe s více kolečky) se nařeže na proužky. Velmi často se používá ozdobné rádlo. S řezem se nezačíná úplně od okraje, ale až asi 2 až 3 cm za ním. Stejně tak na opačném konci se řez nedokončí. Tím je těsto z větší části nařezáno na proužky, které ale drží díky oné 2–3 cm nerozkrájené části těsta na obou koncích pohromadě. Následně se nařezané proužky uchopí asi uprostřed své délky, zvednou se z válu a ve vzduchu se vzájemně propletou a vytvarují jen do přibližného tvaru koule. Sněhová koule se poté vloží do speciálních děrovaných ocelových kleští (Schneeballeneisen), ve kterých se vloží do horkého tuku, kde se upeče. Teprve pečením v těchto kleštích získá těsto přesný tvar koule, tím jak nabude.
Hotová sněhová koule se obalí moučkovým cukrem nebo cukrem se skořicí. Časté je také místo toho opatřit povrch sněhové koule polevou z bílé, z bílé obarvené, nebo hnědé čokolády a případně čokoládu posypat oříšky či kokosem, atp.
Vzhledem k tomu, že jde o pečivo podobné sušenkám, má velmi dlouhou trvanlivost. Skladovat jej lze bez chlazení až 8 týdnů.